# Da Weasel
Da Weasel ist eine portugiesische Hip-Hop-Gruppe aus Almada. Sie gelten als die ersten großen Rap-Musiker, welche Rap auf Portugiesisch veröffentlichen, eine Position, ähnlich die der Fantastischen Vier im deutschsprachigen Raum. Sie sind dabei auch die erfolgreichsten Vertreter des Hip-Hop Tuga, des Portugiesischen Hip-Hops.

## Geschichte
Da Weasel wurden 1993 als rein englischsprachiges Hip-Hop-Projekt gegründet. Zu diesem Zeitpunkt setzte sich die Gruppe zusammen aus den Rappern Pacman und Virgul, sowie Bassist Jay Jay Neige und DJ Yen Sung.
Im Folgejahr brachten Da Weasel ihre erste EP auf den Markt: More Than 30 Motherf***s (1994). Das darauf enthaltene Lied God Bless Johnny ist bis heute einer ihrer meistgespielten Lieder auf ihren Konzerten. Zu dieser Zeit trat dem Quartett Gitarrist Pedro Quaresma, sowie Schlagzeuger Guilherme Silva bei. Nach weniger als einem Jahr veröffentlichten sie ihr erstes Studioalbum: Dou-lhe com a Alma (1995) (Ich gebe es ihr mit der Seele), welches als das erste portugiesischsprachige Hip-Hop-Album gilt.
1997 erschien ihr zweites Studioalbum 3º Capítulo. Im Vorfeld der Veröffentlichung verließ Rapper Yen Sung die Formation und Virgul trat als neues Mitglied an dessen Stelle. 1999 folgte Iniciação a uma vida banal – O Manual als drittes Album.
Ab 2001 traten Da Weasel vermehrt auf Festivals auf. Noch während der Aufnahmen zum nächsten Album verließ DJ Armando die Gruppe.
Ihr 2004 erschienenes Album Re-Definicoes wurde in Portugal mit Dreifach-Platin ausgezeichnet. Die darauf enthaltene Single Re-Tratamento gilt als einer der größten Hits der Band. 2005 erschien mit Ao vivo – Coliseus ihr erstes Livealbum.
Auf der portugiesischen Version des Albums Loose von Nelly Furtado (2006) rappen sie bei einem Remix von Furtados Hit Maneater eine Strophe. Im Folgejahr erschien mit Amor, escárnio e maldizer das bisher letzte Studioalbum.
Bei den MTV Europe Music Awards 2004 und 2007 gewannen sie jeweils einen Award in der Kategorie Best Portuguese Act. 2005 waren sie zudem in der gleichen Kategorie nominiert.
Am 9. Dezember 2010 gaben Da Weasel auf ihrer Homepage ihre Auflösung bekannt.
Im Sommer 2024 treten sie jedoch auf dem „Summer Opening“ in Funchal wieder auf.

## Diskografie

### Studioalben
- 1995: Dou-lhe com a Alma
- 1997: 3º Capítulo
- 1999: Iniciação a uma vida banal – O Manual

| Jahr | Titel                     | Höchstplatzierung, Gesamtwochen, AuszeichnungChartsChartplatzierungen (Jahr, Titel, Platzierungen, Wochen, Auszeichnungen, Anmerkungen) | Anmerkungen |
| Jahr | Titel                     | PT | Anmerkungen |
| ---- | ------------------------- | --- | ----------- |
| 2004 | Re-Definições             | PT2 ×3Dreifachplatin · (78 Wo.)PT |             |
| 2007 | Amor, escárnio e maldizer | PT1 Platin · (28 Wo.)PT |             |

### Livealben
| Jahr | Titel              | Höchstplatzierung, Gesamtwochen, AuszeichnungChartsChartplatzierungen (Jahr, Titel, Platzierungen, Wochen, Auszeichnungen, Anmerkungen) | Anmerkungen |
| Jahr | Titel              | PT | Anmerkungen |
| ---- | ------------------ | --- | ----------- |
| 2005 | Ao vivo – Coliseus | PT13 Gold · (5 Wo.)PT |             |

Weitere Livealben
- 2008: Ao Vivo no Pavilhão Atlântico

### EPs
- 1994: More than 30 motherfuckers

### Singles
| Jahr | Titel Album                 | Höchstplatzierung, Gesamtwochen, AuszeichnungChartsChartplatzierungen (Jahr, Titel, Album, Platzierungen, Wochen, Auszeichnungen, Anmerkungen) | Anmerkungen            |
| Jahr | Titel Album                 | PT | Anmerkungen            |
| ---- | --------------------------- | --- | ---------------------- |
| 2006 | Re-tratamento Re-Definições | PT76 ×4Vierfachplatin · (… Wo.)PT | Charteinstieg PT: 2022 |

grau schraffiert: keine Chartdaten aus diesem Jahr verfügbar